# Manéguessoumbo
Manéguessoumbo är en ort i Burkina Faso.   Den ligger i provinsen Bazega Province och regionen Centre-Sud, i den centrala delen av landet, 40 km sydost om huvudstaden Ouagadougou. Manéguessoumbo ligger 298 meter över havet och antalet invånare är 373.
Terrängen runt Manéguessoumbo är platt. Närmaste större samhälle är Kombissiri, 7,6 km väster om Manéguessoumbo.
Trakten runt Manéguessoumbo består till största delen av jordbruksmark. Runt Manéguessoumbo är det ganska tätbefolkat, med 104 invånare per kvadratkilometer.